# نبرد برلین
نبرد برلین آخرین نبرد عمده در جبهه اروپایی جنگ جهانی دوم بود. در روز ۱۶ ژانویه ۱۹۴۵ ارتش سرخ در نتیجه عملیات ویستولا-اودر به جبهه آلمان هجوم برد و در جبهه‌های پروس شرقی، سیلیزیای شمالی و جنوبی، پومرانیای شرقی با سرعت زیاد ۳۰–۴۰ کیلومتر در روز به سوی غرب پیش می‌رفت که به فاصله ۶۰ کیلومتر از شرق برلین در امتداد رودخانه اودر موقتاً توقف کرد. در طول نبرد، دو جبهه شوروی از جنوب و شرق به برلین حمله کردند در حالیکه بخش سوم ارتش شوروی در حال قلع و قمع نیروهای آلمانی در شرق برلین بود. نبرد در برلین از اواخر روز ۲۰ آوریل ۱۹۴۵ تا صبح ۲ می ادامه داشت که یکی از خونبارترین نبردهای تاریخ به‌شمار می‌رود.
اولین تدارکات دفاعی در دامنه‌های برلین در ۲۰ مارس شروع شد، هنگامی که فرمانده تازه منصوب ارتش ویستولا ژنرال گوتهارد هاینریکی به‌درستی حدس زد که فشار اصلی ارتش شوروی در اطراف رودخانه اودر خواهد بود. قبل از شروع نبرد در برلین، ارتش شوروی موفق شد با پیروزی در نبردهای کوچکتر رخ داده در ارتفاعات زیلو و هالب، برلین را محاصره کند. در ۲۰ آوریل ۱۹۴۵ در حالیکه ارتش اول اوکراین به فرماندهی ایوان کونف از سمت شمال به آخرین بازمانده‌های لشکر مرکزی آلمان فشار می‌آورد، ارتش اول بلاروس هم به فرماندهی مارشال گئورگی ژوکوف شروع به گلوله‌باران مرکز برلین کرد. نیروهای دفاعی آلمان که اکثراً توسط هلموت وایدلینگ فرماندهی می‌شدند متشکل از چند لشکر تضعیف شده، بدون تجهیزات کافی و بی نظم ورماخت و وافن اس‌اس و همچنین تعدادی از نیروهای مردمی و جوانان هیتلری بود. در طی چند روز بعد، نیروهای شوروی با سرعت به سمت مرکز شهر پیشروی می‌کردند و در نهایت در ۳۰ آوریل بعد از درگیری شدید، ساختمان رایشستاگ را تسخیر کردند.
قبل از پایان جنگ، آدولف هیتلر پیشوای آلمان و تعداد زیادی از پیروانش دست به خودکشی زدند. مدافعان شهر نهایتاً روز ۲ مه تسلیم شدند. هر چند در حالی نبرد در شمال غربی، غرب و جنوب غرب شهر تا روز ۸ مه یعنی روز پایانی جنگ در اروپا ادامه داشت که یگان‌های آلمانی سعی می‌کردند با پیشروی به سمت غرب به جای تسلیم شدن به نیروهای شوروی، تسلیم متفقین غربی شوند.

## پیش زمینه
ارتش سرخ در روز ۱۲ ژانویه ۱۹۴۵ عملیات ویستولا-اودر را از ورشو و در طول رودخانه نارف آغاز کرد که ۳ روز به درازا کشید و شامل جبهه‌ای وسیع می‌شد که ۴ ارتش روس در آن شرکت داشتند. در روز چهارم ارتش سرخ بر نیروهای آلمانی غلبه کرد و با سرعت ۳۰–۴۰ کیلومتر در روز پیشروی به سمت غرب، پروس شرقی، دانتسیش و پوزنان را تصرف کرد و در ۶۰ کیلومتری برلین در طول رودخانه اودر تشکیل یک خط داد.
ارتش تازه تشکیل ویستولا به دستور هاینریش هیملر سعی در ضد حمله داشت که این اقدام در تاریخ ۲۴ فوریه با شکست روبرو شد. بعد از آن ارتش سرخ به سمت پومرانی پیش رفت و کرانه سمت راست رودخانه اودر را پاکسازی کرد و به سایلزی رسید. در جنوب، بوداپست در محاصره بود. سه تلاش آلمان‌ها برای پایتخت محاصره شده مجارستان با شکست مواجه شد و بوداپست در ۱۳ فوریه بدست نیروهای شوروی افتاد. آدولف هیتلر اصرار داشت برای پس گرفتن مثلث درائو-دانوب باید یک ضدحمله انجام شود. هدف ضدحمله بدست آوردن ناحیه نفتی ناگیکانیتسا و بازپس‌گیری رودخانه دانوب برای عملیات‌های بعدی بود. به نیروهای فرسوده آلمانی وظیفه‌ای غیرممکن سپرده شده بود. تا ۱۶ مارس، عملیات لیک بالاتون آلمان‌ها شکست خورده بود و نیروهای ارتش سرخ ظرف ۲۴ ساعت تمام مناطقی که آلمان‌ها در مدت ۱۰ روز بدست آورده بودند را پس گرفتند. در ۳۰ مارس روس‌ها وارد اتریش شدند و طی عملیات وین موفق شدند در روز ۱۳ آوریل این شهر را تصرف کنند. بین ماه‌های ژوئن تا سپتامبر ۱۹۴۵ ورماخت بیش از ۱ میلیون نفر از نیروهایش را از دست داده بود و فاقد سوخت و مهمات لازم برای فعالیت مؤثر بود. در روز ۱۲ آوریل، آدولف هیتلر که تصمیم گرفته بود برخلاف نظر مشاورانش در شهر بماند خبر فوت فرانکلین روزولت رئیس‌جمهور آمریکا را شنید که باعث شد این امید به اشتباه در او قوت بگیرد که مرگ روزولت باعث ایجاد اختلاف بین متفقین خواهد شد و برلین در آخرین لحظه نجات پیدا خواهد کرد، همانگونه که در سال ۱۷۶۲ پیش آمده بود.
متفقین غربی طرحی برای تصرف شهر توسط یک عملیات زمینی در نظر نداشتند. ژنرال آمریکایی دوایت آیزنهاور تمایلش برای شتاب به سمت برلین را از دست داده بود و نیازی نمی‌دید برای حمله به شهری که پس از جنگ در شعاع نفوذ شوروی خواهد بود به نیروهایش تلفات وارد کند. ژنرال آیزنهاور پیش‌بینی می‌کرد که در صورت هجوم هم‌زمان هر دو ارتش شوروی و آمریکا به برلین، دو نیروی متفق در موارد خیلی زیادی به اشتباه به سمت هم شلیک خواهند کرد. سهم عمده متفقین غربی در این نبرد، بمباران راهبردی برلین در سال ۱۹۴۵ بود. در طی این سال نیروی هوایی ایالات متحده تعدادی حمله هوایی بسیار وسیع روزانه به برلین انجام داد و هواپیماهای نیروی هوایی بریتانیا هم برای ۳۶ شب متوالی پایتخت آلمان را هدف بمب‌هایشان قرار دادند، که این حمله‌ها تا شب ۲۰ آوریل ۱۹۴۵ درست قبل از ورود نیروهای شوروی به شهر ادامه داشت.

## تمهیدات
حمله شوروی به مرکز آلمان دو هدف را دنبال می‌کرد. استالین که باور نداشت متفقین غربی مناطق اشغال شده توسط خود را به شوروی تحویل دهند دست به تهاجمی وسیع زد و با سرعت زیادی به سمت غرب تاخت که تا آنجا که امکان دارد فضای کمتری در اختیار متفقین غربی قرار دهد؛ ولی با این حال هدف اصلی تصرف برلین بود. این دو هدف مکمل یکدیگر بودند، زیرا تصرف مناطق در صورت تسخیر نشدن برلین نمی‌توانست با سرعت پیش برود. مورد دیگر نیز این بود که تصرف برلین خود به تنهایی شامل مزایای مهمی بود که، آدولف هیتلر و برنامه بمب هسته‌ای آلمان از آن جمله بودند. در ۶ مارس، هیتلر ژنرال هلموت ریمان را به عنوان فرمانده دفاع از برلین جایگزین ژنرال برونو ریتر فون هاونشیلد کرد.

نیروهای ارتش سرخ و ارتش اول لهستان در حال حرکت به سمت برلین

در ۲۰ مارس ژنرال گوتهارت هاینریکی به عنوان فرمانده ارتش ویستولا جانشین هاینریش هیملر شد. هاینریکی که یکی از بهترین تاکتیک‌دانان ارتش آلمان بود بسرعت شروع به اعمال طرح‌های دفاعی کرد. هاینریکی به‌درستی تشخیص داد که بیشتر فشار شوروی در سمت مخالف رودخانه اودر و در امتداد اتوبان اصلی غرب به شرق خواهد بود. وی تصمیم گرفت با چیزی بیشتر از چند زد و خورد جزئی از کرانه رودخانه اودر دفاع نکند. به جای آن، هاینریکی دستور داد تا مهندسین، ارتفاعات سیلو که بر رودخانه او در مسلط بود را تقویت و در آنجا استحکاماتی دایر کنند. این مکان در ۱۷ کیلومتری غرب اودر و ۹۰ کیلومتری شرق برلین قرار داشت. هاینریکی فشردگی خطوط دفاعی در مکان‌های دیگر را کاهش داد تا نیروهای بیشتری برای دفاع از ارتفاعات داشته باشد. مهندسین آلمانی دشت سیلابی حاشیه رودخانه را، که همان زمان هم به دلیل آب شدن برف‌ها اشباع شده بود، با سرازیر کردن آب مخزنی در بالادست تبدیل به باتلاق کردند. ضمناً مهندسین سه سری برجک دفاعی هم ساختند که از عقب به دامنه‌های برلین می‌رسیدند که خطوط دفاعی آن (خطوط ووتان شامل خندق‌های ضدتانک، برجک‌های توپ‌های ضدتانک و شبکه‌ای وسیع از کانال‌ها و سنگرها می‌شد.
در ۹ آوریل، کونیگسبرگ در پروس شرقی، بعد از یک مقاومت طولانی بالاخره به دست ارتش سرخ افتاد. این مسئله باعث آزاد شدن ارتش دوم بلاروس به فرماندهی مارشال کنستانتین روکوسوفسکی برای حرکت به سمت غرب و رسیدن به شرق رودخانه او در شد. مارشال گئورگی ژوکوف هم ارتش اول بلاروس را که در منطقه جنوب از فرانکفورت تا دریای بالتیک گسترده شده بود در مقابل ارتفاعات سیلو مستقر کرد. ارتش دوم بلاروس در شمال ارتفاعات سیلو و در مکانی که پیش از آن محل استقرار ارتش اول بلاروس بود مستقر شد. در حین این نقل وانتقالات، باقی‌مانده نیروهای ارتش دوم آلمان به فرماندهی ژنرال دیتریش فون ساکن که در مکان کوچکی در نزدیکی دانزیگ گرفتار شده بودند، از حفره‌های ایجاد شده در خطوط روس‌ها استفاده کردند و به درون دلتای ویستولا گریختند. در جنوب، مارشال کُنِف، اکثر ارتش اول اوکراین را از سیلژای شمالی به سمت شمال شرق و رودخانه نیسه منتقل کرد.
سه ارتش شوروی که جمعاً شامل ۲/۵ میلیون سرباز (۷۸٬۵۶۶ سرباز از ارتش اول لهستان)، ۶٬۲۵۰ دستگاه تانک، ۷٬۵۰۰ فروند هواپیما، ۴۱٬۶۰۰ عراده توپ و خمپاره‌انداز، ۳٬۲۵۵ دستگاه راکت‌انداز کاتیوشا و ۹۵٬۳۸۳ دستگاه خودرو می‌شد که بسیاری از آن‌ها ساخت آمریکا بودند.

## نبرد اودر-نیسه
بخشی که عمده‌ترین بخش عملیات تهاجمی در آن صورت گرفت ارتفاعات سیلو بود که آخرین خط دفاعی اصلی خارج از برلین به‌شمار می‌رفت. نبرد ارتفاعات سیلو که طی ۴ روز از ۱۶ تا ۱۹ آوریل صورت گرفت یکی از آخرین نبردهای از پیش تعیین شده جنگ جهانی دوم بود که در آن تقریباً یک میلیون سرباز و بیش از ۲۰٬۰۰۰ تانک و توپ ارتش سرخ برای عبور از «دروازه برلین» که توسط حدود ۱۰۰٬۰۰۰ سرباز آلمانی و ۱٬۲۰۰ تانک و توپ از آن دفاع می‌شد، گرد هم آورده شده بودند. نیروهای شوروی تحت فرماندهی ژوکوف در حالی برای شکستن خطوط آلمان‌ها متحمل ۳۰٬۰۰۰ تلفات شدند که نیروهای آلمانی ۱۲٬۰۰۰ نفر کشته دادند.
در روز چهارم یعنی ۱۹ آوریل، ارتش اول بلاروس آخرین خط دفاعی ارتفاعات سیلو را درهم شکست و در نتیجه چیزی بجز نیروهای از هم گسیخته آلمانی بین آن‌ها و برلین وجود نداشت. نیروهای ارتش اول اوکراین هم که در روز قبل از آن فورست را اشغال کرده بود در حال سرازیر شدن به دشت وسیع بودند. جبهه قدرتمندی از گاردهای سوم ارتش به فرماندهی گوردوف و لشکرهای گارد زرهی سوم به فرماندهی پاول ریبالکو و گارد زرهی چهارم دیمیتری للیوشنکو درحالی در جهت شمال شرق به سمت برلین حرکت می‌کردند که بقیه لشکرها به سمت غرب و بخشی از ارتش ایالات متحده واقع در جنوب غرب برلین و در حاشیه رود الب حرکت می‌کردند.
با این پیشروی‌ها، نیروهای ارتش شوروی بین ارتش ویستولا در شمال و ارتش مرکزی آلمان در جنوب شکاف ایجاد کردند. در پایان روز، جبهه شرقی آلمان واقع در شمال فرانکفورت در نزدیکی سیلو و در جنوب در نزدیکی فورست دیگر وجود خارجی نداشت. این پیروزی‌ها اجازه داد که دو جبهه روس، ارتش نهم آلمان را در منطقه‌ای وسیع در غرب فرانکفورت محاصره کنند. تلاش‌های ارتش نهم آلمان برای شکستن محاصره و گریز به سمت غرب منجر به نبرد هالب شد. تلفات وارد شده به نیروهای شوروی بسیار بالا بود. بیشتر از ۲۸۰۷ دستگاه تانک شوروی از ۱ تا ۱۹ آوریل نابود شدند که حداقل ۷۲۷ مورد از آن‌ها در ارتفاعات سیلو از بین رفتند.

## محاصره برلین

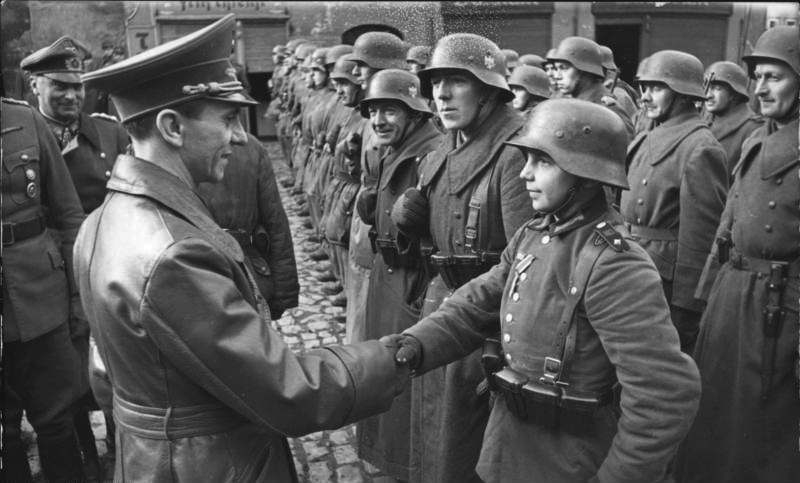
عکس گرفته شده در ۹ مارس ۱۹۴۵ که یوزف گوبلز را در حال اعطای صلیب آهنین درجه دو به ویلی هوبنر ۱۶ ساله عضو سازمان جوانان هیتلری پس از موفقیت این سازمان در تصرف لوبان نشان می‌دهد.

روز ۲۰ آوریل، توپخانه ارتش اول بلاروس ارتش شوروی شروع به گلوله‌باران مرکز شهر برلین کرد که این گلوله‌باران تا تسلیم شدن شهر ادامه یافت. وزن مهمات شلیک شده توسط توپخانه ارتش شوروی در طی این نبرد از وزن کل بمب‌های رها شده توسط هواپیماهای متفقین بر فراز شهر بیشتر بود. هم‌زمان با پیشرفت ارتش اول بلاروس به سمت شرق و شمال شرق شهر، ارتش اول اوکراین با عبور کردن از آخرین آرایش‌های جنگی بخش شمالی گروه ارتش های مرکزی و گذشتن از شمال یوتربورگ بیشتر از نیمی از فاصله اولیه با خطوط ارتش آمریکا واقع در حاشیه رودخانه الب در ماگدبورگ را پیموده بود. در شمال در حد واسط اشتتین و شودت، ارتش دوم بلاروس به بازوی شمالی ارتش ویستولا که از ارتش سوم زرهی به فرماندهی هاسو فون مانتویفل تشکیل می‌شد حمله برد. در طول روز بعد، ارتش دوم زرهی به فرماندهی سمن بوگدانف تا نزدیکی ۵۰ کیلومتری شمال برلین پیشروی کرد و سپس به جنوب و جنوب غرب ورنویشن حمله برد. روس‌ها قصد داشتند ابتدا برلین را محاصره کرده و سپس ارتش نهم آلمان را احاطه کنند.
فرماندهی ارتش پنجم که به همراه ارتش نهم در شمال فورست به تله افتاده بود از ارتش زرهی چهارم به ارتش نهم اعطا شد. ارتش پنجم هنوز هم در جبهه بزرگ‌راه برلین-کتبوس در حال مقاومت بود. وقتی جبهه جنوبی ارتش زرهی چهارم چند موفقیت در ضدحمله علیه ارتش اول اوکراین در منطقه بدست آورد، هیتلر با دستورهایی که نشان‌دهنده از دست رفتن کامل درک او از از واقعیات نظامی بود، ارتش نهم را مجبور به مقاومت در کتبوس و ایجاد یک جبهه به سمت غرب و پس از آن حمله به ستون‌های ارتش شوروی که در حال پیشروی به سمت شمال بودند کرد.